# Sirutor
Sirutor ist ein veralteter Handelsname der Firma Siemens für einen Kupferoxydul-Gleichrichter. Der Sirutor besteht aus mehreren in Reihe geschalteten Gleichrichtern.
Vor 1945 hieß so auch ein Halbleitertyp, der auch für Messgleichrichter und Rundfunk-Gleichrichter-Schaltungen verwendet wurde. In vielen Selbstbau-Rundfunk-Detektorgeräten kam aufgrund seines günstigen Preises noch bis in die 1950er Jahre der Sirutor zum Einsatz, obwohl er eigentlich eine zu geringe Empfangsleistung erbrachte.